# Соната для клавира № 20 (Гайдн)
Соната для клавира № 20 до минор (Hob. XVI/20, L. 33) — произведение Йозефа Гайдна, написанное в 1771 году и впервые опубликованное в 1780 году венским издательством «Артария». Соната посвящена сёстрам-пианисткам Катарине и Марианне Ауэнбрюггер.
Эта композиция была первым произведением Гайдна, которому он дал название сонаты. Американский музыковед Говард Поллак утверждает, что соната № 20 была изначально написана для клавикорда.
Соната выделяется среди ранних клавирных произведений Гайдна своей сложностью, динамическими контрастами и драматическим напряжением. Британский музыковед Ричард Вигмор называет сонату «гайдновской Аппассионатой», сравнивая её с Сонатой для фортепиано № 23 Бетховена (опус 57). Музыкальный критик Стивен Плейстоу считает, что эта композиция является «одной из лучших сонат Гайдна и, возможно, также первой великой сонатой для фортепиано в истории музыки».
Произведение состоит из трёх частей:
1. Moderato
2. Andante con moto (в ля-бемоль мажоре)
3. Finale ― Allegro

Первая часть написана в сонатной форме. Экспозиция и реприза части состоят из трёх разделов: начальный ― такты 1–8, средний — такты 9–31 и заключительный — такты 32–37. Вторая часть написана в размере 3/4 и содержит несколько секций с синкопированным ритмом. Третья, финальная часть напоминает менуэт. Она является самой технически сложной частью сонаты.